# アッティラ・ベグ
アッティラ・ベグ（Attila Végh、1985年8月9日 - ）は、スロバキアの男性総合格闘家。ブラチスラヴァ県ブラチスラヴァ出身。アメリカン・トップチーム所属。ケンポーカラテ黒帯。元Bellator世界ライトヘビー級王者。

## 来歴
5歳からレスリングを始め、16歳からは拳法（ケンポーカラテ）を学び、2008年に総合格闘技デビュー。

### Bellator
2012年4月21日、Bellator初参戦となったBellator 66でダン・スポーンと対戦し、2-1の判定勝ちを収めた。
2012年6月22日、Bellator 71のライトヘビー級トーナメント1回戦でゼルグ・"弁慶"・ガレシックと対戦し、リアネイキドチョークで一本勝ち。7月20日、Bellator 72のライトヘビー級トーナメント準決勝でエマニュエル・ニュートンと対戦し、2-1の判定勝ち。8月24日、Bellator 73のライトヘビー級トーナメント決勝でトラビス・ビューと対戦し、パウンドでKO勝ちを収め優勝を果たした。
2013年2月28日、Bellator 91の世界ライトヘビー級タイトルマッチで王者クリスチャン・ムプンボと対戦し、3-0の判定勝ちを収め王座獲得に成功した。
2014年3月21日、Bellator 113の世界ライトヘビー級王座統一戦で暫定王者エマニュエル・ニュートンと対戦し、1-2の判定負けを喫し王座陥落した。

## 戦績
| 総合格闘技 戦績 | 総合格闘技 戦績 | 総合格闘技 戦績 | 総合格闘技 戦績 | 総合格闘技 戦績 | 総合格闘技 戦績 | 総合格闘技 戦績 |
| --------------- | --------------- | --------------- | --------------- | --------------- | --------------- | --------------- |
| 39 試合         | (T)KO           | 一本            | 判定            | その他          | 引き分け        | 無効試合        |
| 29 勝           | 10              | 11              | 8               | 0               | 2               | 0               |
| 8 敗            | 2               | 1               | 5               | 0               | 2               | 0               |

| 勝敗 | 対戦相手                   | 試合結果                        | 大会名                                                                            | 開催年月日     |
| ×    | ヴィクトル・ネムコフ       | 5分3R終了 判定0-3               | M-1 Challenge 71: Nemkov vs. Vegh                                                 | 2016年10月21日 |
| ×    | アレキサンダー・ヴォルコフ | 1R 2:38 KO（パンチ連打）        | M-1 Challenge 68: Shlemenko vs. Vasilevsky 2 【M-1 Globalヘビー級タイトルマッチ】 | 2016年6月16日  |
| ×    | ゴラン・レルジッチ         | 5分3R終了 判定1-2               | KSW 31: Materla vs. Drwal 【KSWライトヘビー級王座決定戦】                         | 2015年5月23日  |
| ×    | エマニュエル・ニュートン   | 5分5R終了 判定1-2               | Bellator 113 【Bellator世界ライトヘビー級王座統一戦】                             | 2014年3月21日  |
| ○    | クリスチャン・ムプンボ     | 5分5R終了 判定3-0               | Bellator 91 【Bellator世界ライトヘビー級タイトルマッチ】                          | 2013年2月28日  |
| ○    | トラビス・ビュー           | 1R 0:25 KO（右フック→パウンド） | Bellator 73 【ライトヘビー級トーナメント 決勝】                                   | 2012年8月24日  |
| ○    | エマニュエル・ニュートン   | 5分3R終了 判定2-1               | Bellator 72 【ライトヘビー級トーナメント 準決勝】                                 | 2012年7月20日  |
| ○    | ゼルグ・"弁慶"・ガレシック | 1R 1:00 リアネイキドチョーク    | Bellator 71 【ライトヘビー級トーナメント 1回戦】                                  | 2012年6月22日  |
| ○    | ダン・スポーン             | 5分3R終了 判定2-1               | Bellator 66                                                                       | 2012年4月21日  |

## 獲得タイトル
- Bellator 2012サマーシリーズ ライトヘビー級トーナメント 優勝（2012年）
- 第2代Bellator世界ライトヘビー級王座（2013年）